# Segretario dell'Agricoltura degli Stati Uniti d'America
Il Segretario dell'Agricoltura degli Stati Uniti d'America (in inglese United States Secretary of Agriculture) è un membro del gabinetto del Presidente degli Stati Uniti d'America ed è il capo del Dipartimento dell'Agricoltura degli Stati Uniti d'America.

## Elenco
Partiti
  Democratico
  Repubblicano
| No. | Foto                | Nome                | Stato di residenza   | Mandato          | Mandato           | Presidente | Presidente              |
| No. | Foto                | Nome                | Stato di residenza   | Inizio           | Termine           | Presidente | Presidente              |
| --- | ------------------- | ------------------- | -------------------- | ---------------- | ----------------- | ---------- | ----------------------- |
| 1   |                     | Norman J. Coleman   | Missouri             | 15 febbraio 1889 | 6 marzo 1889      |            | Grover Cleveland        |
| 2   |                     | Jeremiah M. Rusk    | Wisconsin            | 6 marzo 1889     | 6 marzo 1893      |            | Benjamin Harrison       |
| 3   |                     | J. Sterling Morton  | Nebraska             | 7 marzo 1893     | 5 marzo 1897      |            | Grover Cleveland        |
| 4   |                     | James Wilson        | Iowa                 | 5 marzo 1897     | 3 marzo 1913      |            | William McKinley        |
| 4   | Theodore Roosevelt  | James Wilson        | Iowa                 | 5 marzo 1897     | 3 marzo 1913      |            |                         |
| 4   | William Howard Taft | James Wilson        | Iowa                 | 5 marzo 1897     | 3 marzo 1913      |            |                         |
| 5   |                     | David F. Houston    | Missouri             | 6 marzo 1913     | 2 febbraio 1920   |            | Woodrow Wilson          |
| 6   |                     | Edwin T. Meredith   | Iowa                 | 2 febbraio 1920  | 4 marzo 1921      |            | Woodrow Wilson          |
| 7   |                     | Henry C. Wallace    | Iowa                 | 5 marzo 1921     | 25 ottobre 1924   |            | Warren Gamaliel Harding |
| 7   | Calvin Coolidge     | Henry C. Wallace    | Iowa                 | 5 marzo 1921     | 25 ottobre 1924   |            |                         |
| 8   |                     | Howard M. Gore      | Virginia Occidentale | 22 novembre 1924 | 4 marzo 1925      |            |                         |
| 9   |                     | William M. Jardine  | Kansas               | 5 marzo 1925     | 4 marzo 1929      |            |                         |
| 10  |                     | Arthur M. Hyde      | Missouri             | 6 marzo 1929     | 4 marzo 1933      |            | Herbert Hoover          |
| 11  |                     | Henry A. Wallace    | Iowa                 | 4 marzo 1933     | 4 settembre 1940  |            | Franklin D. Roosevelt   |
| 12  |                     | Claude R. Wickard   | Indiana              | 5 settembre 1940 | 29 giugno 1945    |            | Franklin D. Roosevelt   |
| 12  | Harry S. Truman     | Claude R. Wickard   | Indiana              | 5 settembre 1940 | 29 giugno 1945    |            |                         |
| 13  |                     | Clinton P. Anderson | Nuovo Messico        | 30 giugno 1945   | 10 maggio 1948    |            |                         |
| 14  |                     | Charles F. Brannan  | Colorado             | 2 giugno 1948    | 20 gennaio 1953   |            |                         |
| 15  |                     | Ezra Taft Benson    | Utah                 | 21 gennaio 1953  | 20 gennaio 1961   |            | Dwight D. Eisenhower    |
| 16  |                     | Orville L. Freeman  | Minnesota            | 21 gennaio 1961  | 20 gennaio 1969   |            | John F. Kennedy         |
| 16  | Lyndon B. Johnson   | Orville L. Freeman  | Minnesota            | 21 gennaio 1961  | 20 gennaio 1969   |            |                         |
| 17  |                     | Clifford M. Hardin  | Nebraska             | 21 gennaio 1969  | 17 novembre 1971  |            | Richard Nixon           |
| 18  |                     | Earl L. Butz        | Indiana              | 2 dicembre 1971  | 4 ottobre 1976    |            | Richard Nixon           |
| 18  | Gerald Ford         | Earl L. Butz        | Indiana              | 2 dicembre 1971  | 4 ottobre 1976    |            |                         |
| 19  |                     | John A. Knebel      | Oklahoma             | 4 novembre 1976  | 20 gennaio 1977   |            |                         |
| 20  |                     | Robert Bergland     | Minnesota            | 23 gennaio 1977  | 20 gennaio 1981   |            | Jimmy Carter            |
| 21  |                     | John R. Block       | Illinois             | 23 gennaio 1981  | 14 febbraio 1986  |            | Ronald Reagan           |
| 22  |                     | Richard E. Lyng     | California           | 7 marzo 1986     | 21 gennaio 1989   |            | Ronald Reagan           |
| 23  |                     | Clayton K. Yeutter  | Nebraska             | 16 febbraio 1989 | 1º marzo 1991     |            | George H. W. Bush       |
| 24  |                     | Edward R. Madigan   | Illinois             | 8 marzo 1991     | 20 gennaio 1993   |            | George H. W. Bush       |
| 25  |                     | Mike Espy           | Mississippi          | 22 gennaio 1993  | 31 dicembre 1994  |            | Bill Clinton            |
| 26  |                     | Dan Glickman        | Kansas               | 30 marzo 1995    | 20 gennaio 2001   |            | Bill Clinton            |
| 27  |                     | Ann M. Veneman      | California           | 20 gennaio 2001  | 20 gennaio 2005   |            | George W. Bush          |
| 28  |                     | Mike Johanns        | Nebraska             | 21 gennaio 2005  | 20 settembre 2007 |            | George W. Bush          |
| 29  |                     | Ed Schafer          | Dakota del Nord      | 28 gennaio 2008  | 20 gennaio 2009   |            | George W. Bush          |
| 30  |                     | Tom Vilsack         | Iowa                 | 20 gennaio 2009  | 13 gennaio 2017   |            | Barack Obama            |
| 31  |                     | Sonny Perdue        | Georgia              | 25 aprile 2017   | 20 gennaio 2021   |            | Donald Trump            |
| 32  |                     | Tom Vilsack         | Iowa                 | 24 febbraio 2021 | 20 gennaio 2025   |            | Joe Biden               |
| 33  |                     | Brooke Rollins      | Texas                | 13 febbraio 2025 | in carica         |            | Donald Trump            |